# Metropolitana leggera di Addis Abeba
La metropolitana leggera di Addis Abeba (in amarico የአዲስ አበባ ቀላል ባቡር, Ye Addis Abeba Qelal Babur) è un sistema di trasporto su ferro in servizio ad Addis Abeba, capitale dell'Etiopia.È il primo sistema di ferrovia leggera e trasporto rapido nell'Africa orientale e nell'Africa subsahariana.
Una linea di 17 chilometri, che collega il centro città con le zone industriali a sud, è stata aperta il 20 settembre 2015 e inaugurata dal Primo Ministro Hailemariam Desalegn. Il servizio per la seconda linea (ovest-est) è iniziato il 9 novembre 2015.La lunghezza totale delle due linee è di 31,6 chilometri, con 39 stazioni. I treni sono progettati per raggiungere una velocità massima di 70 km/h. La costruzione della ferrovia è stata affidata alla China Railway Group Limited. La Ethiopian Railways Corporation ha avviato la costruzione del progetto a doppio binario e a trazione elettrica nel dicembre 2011, dopo aver ottenuto i finanziamenti dalla Export-Import Bank of China. Le operazioni di prova sono iniziate il 1° febbraio 2015, seguite da diversi mesi di test. Il sistema è gestito dal Shenzhen Metro Group.

## Descrizione
Il sistema è composto da n.2 linee: 
- La linea est - ovest: lunga 17,4 km parte dal quartiere Ayat Village fino a Torhailoch, passando per Megenagna, Meskel Square, Legehar e Mexico Square. È stata inaugurata in prossimità del Meskel (festa religiosa ortodossa etiope) nel settembre 2015[1]. I treni sulla linea nord-sud sono di colore bianco e blu.
- La linea nord-sud, lunga 16,9 chilometri (10,5 miglia) è stata attivata nel novembre 2015. La linea attraversa Menelik II Square, Merkato, Lideta, Legehar, Meskel Square, Gotera e Kaliti. I treni in esercizion sulla linea est-ovest sono di colore bianco e verde

Le due linee condividono un tratto comune di circa 2,7 km (1,7 miglia), che è una sezione sopraelevata che corre da est a ovest lungo il margine sud del Central Business District (CBD), da Meskel Square a Mexico Square, e poi verso Lideta.
Le linee sono il frutto di una joint venture della statale Ethiopian Railways Corporation e la China Railways Limited. La Ethiopian Railways Corp. attuò il progetto, che prevede linee elettrificate a doppie corsie, dopo aver ottenuto un finanziamento di mezzo miliardo di dollari dalla Exim Bank of China. La costruzione è durata 3 anni e il relativo costo finale è stato di 475 milioni di dollari statunitensi. La capacità teorica del sistema è di 15.000 passeggeri /ora per direzione con una capacità totale di 60.000 passeggeri/ora. Ad oggi risultano attive complessivamente 41 stazioni.
Il progetto prevede per il futuro una estensione del tracciato in tutte e quattro le direzioni.
La tratta prevede una tariffa di 6 birr (pari a 22 cent di euro; l'esiguo costo permette anche alle fasce più basse della popolazione di accedere al servizio) e sono acquistabili resso chioschi arancioni situati vicino a ogni stazione.

## Galleria d'immagini

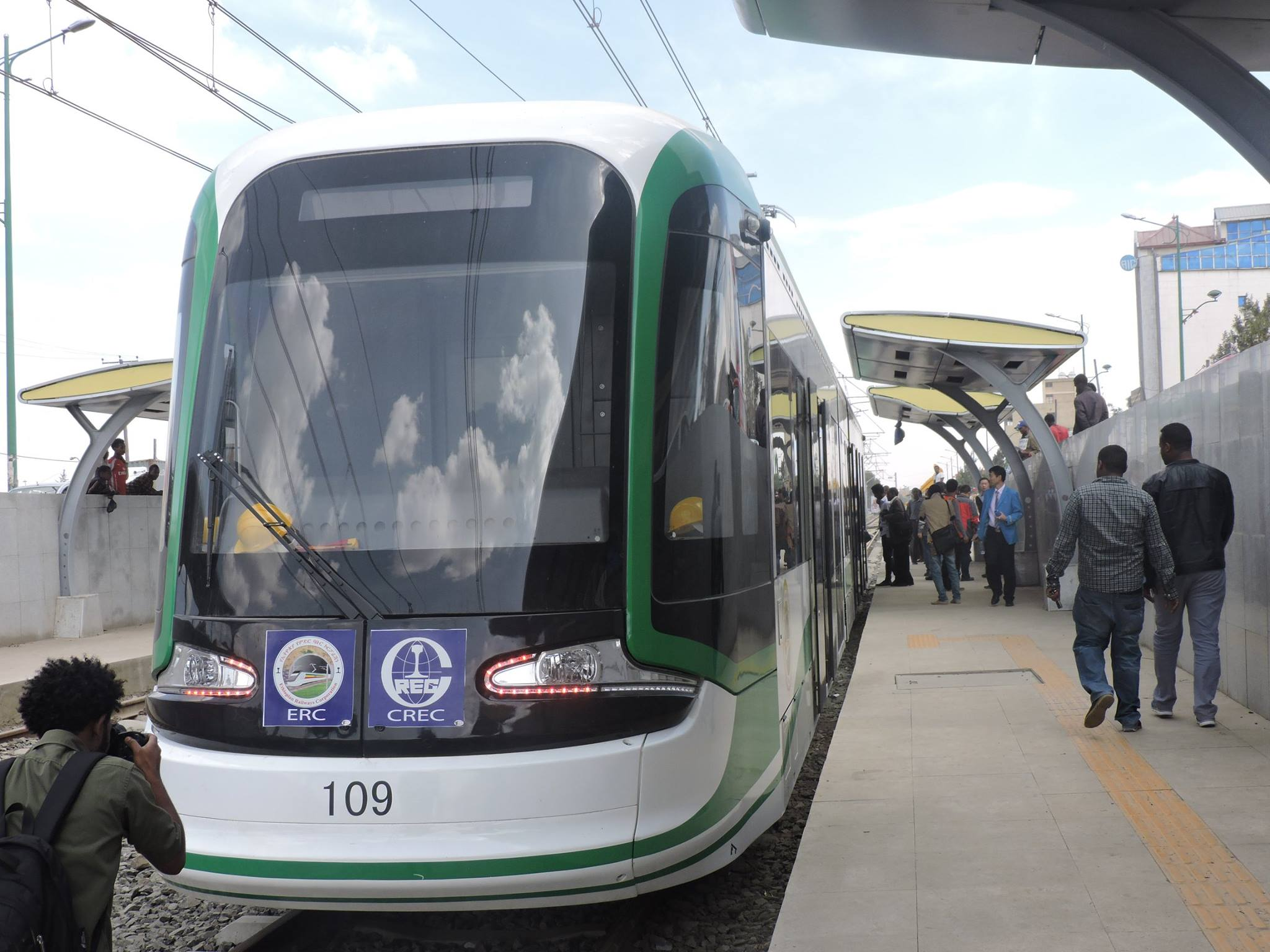
Modello attualmente in uso
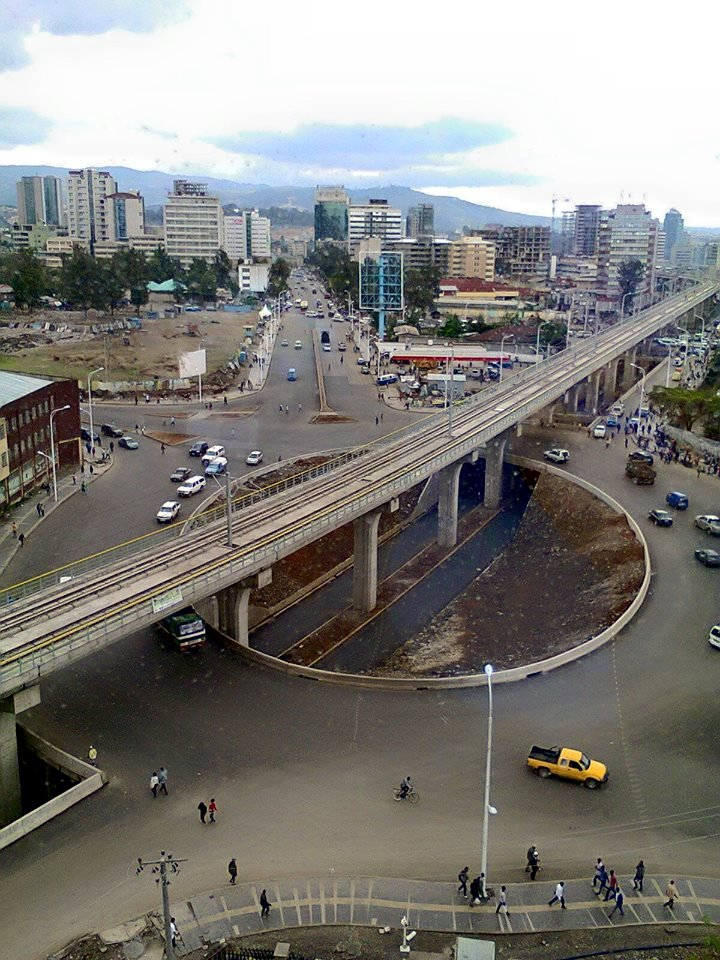
Intersezione con piazza Messico
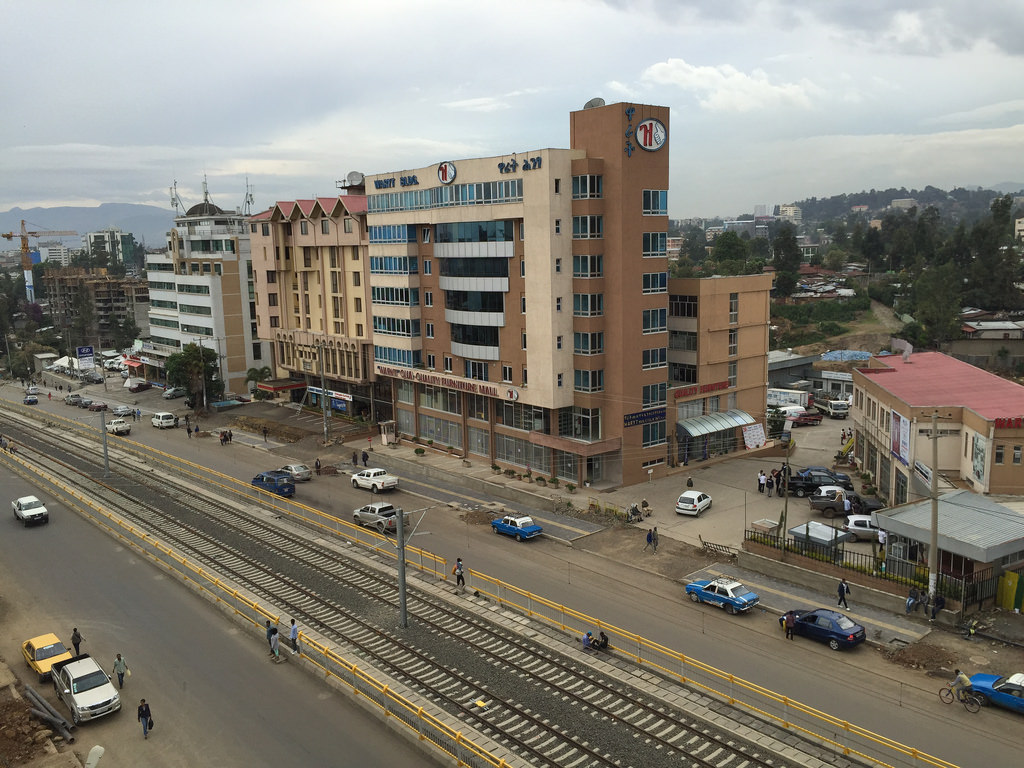
Tratto in superficie parallelo a viale Haile Gebreselassie
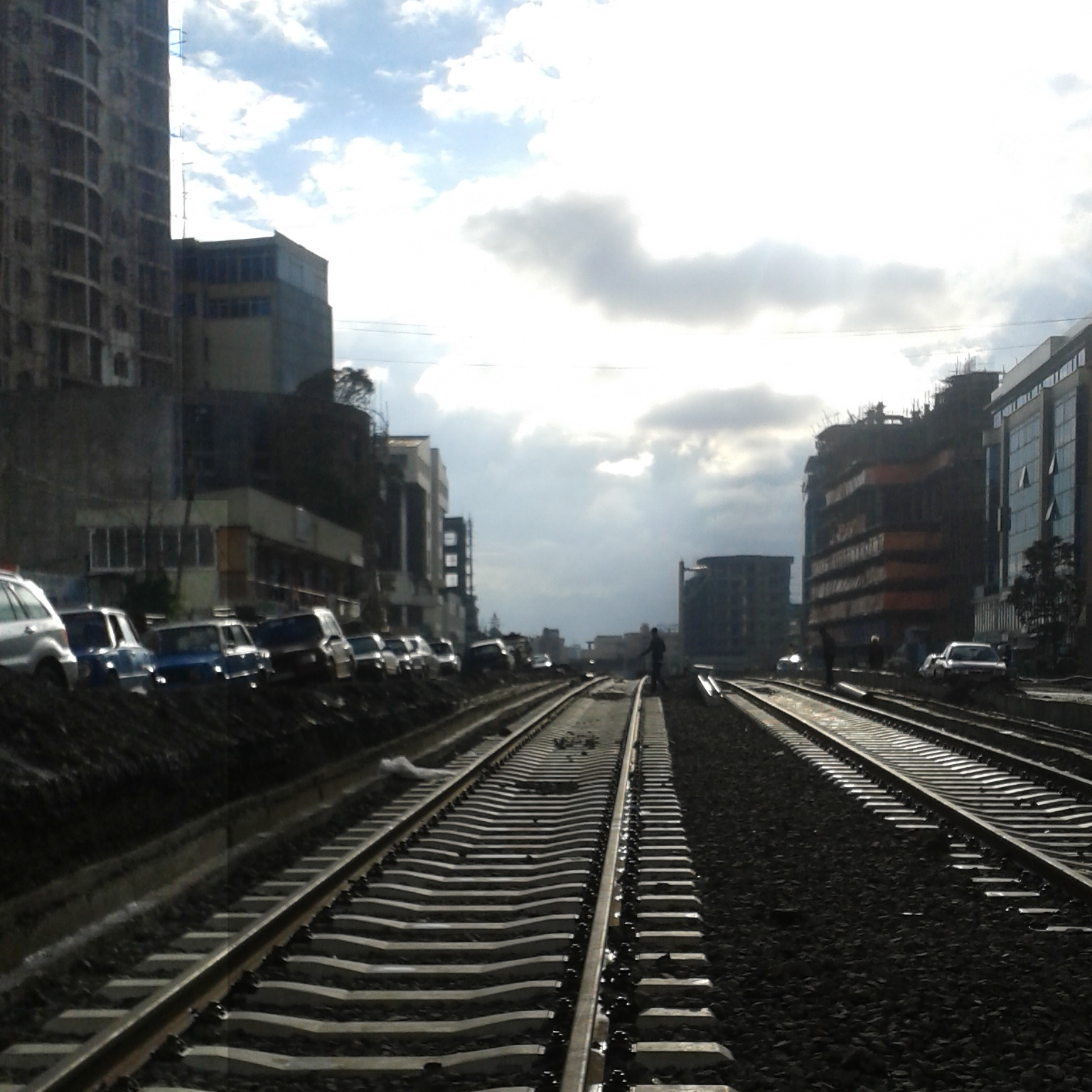
Un tratto della linea
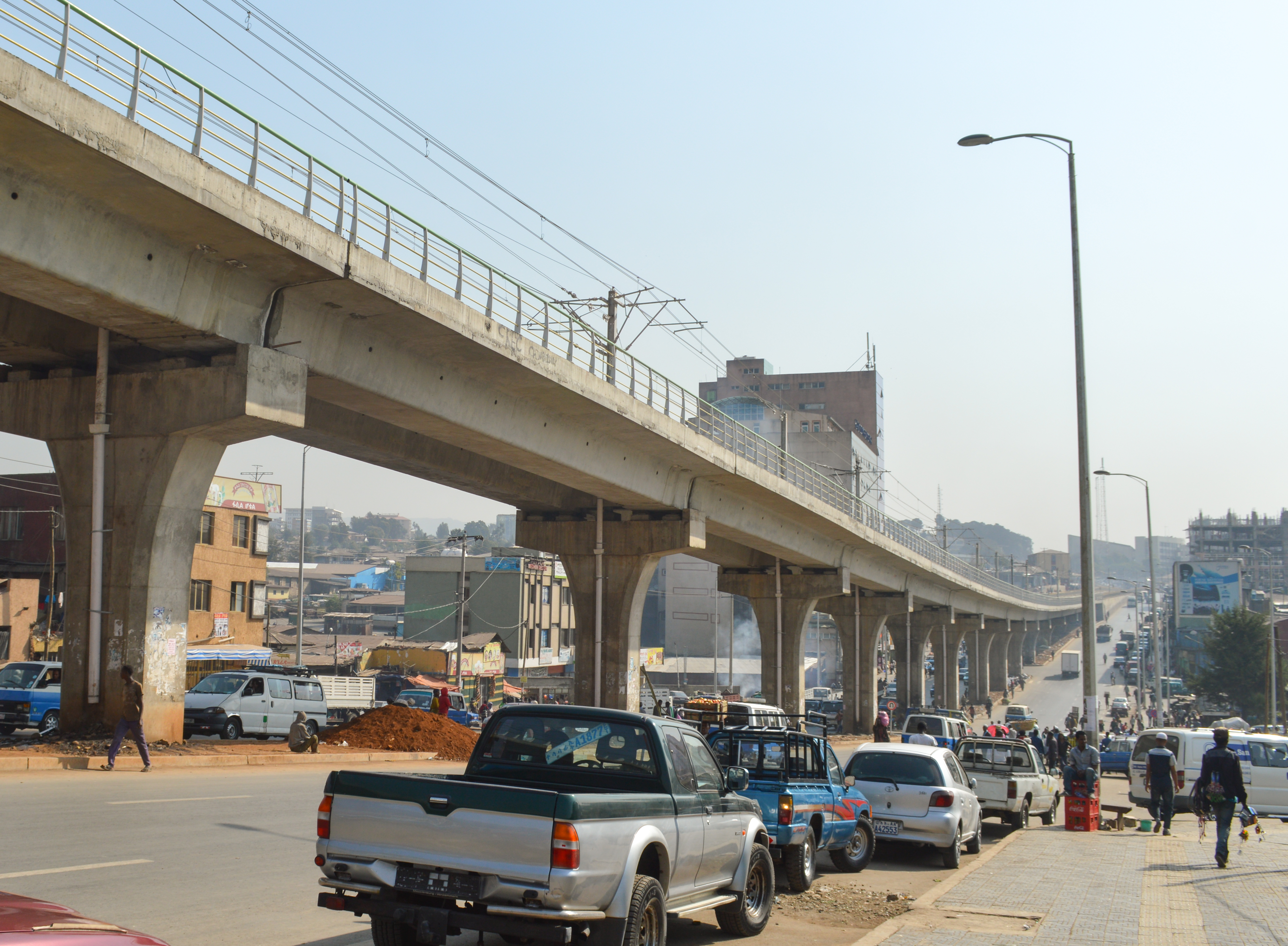
Viadotto
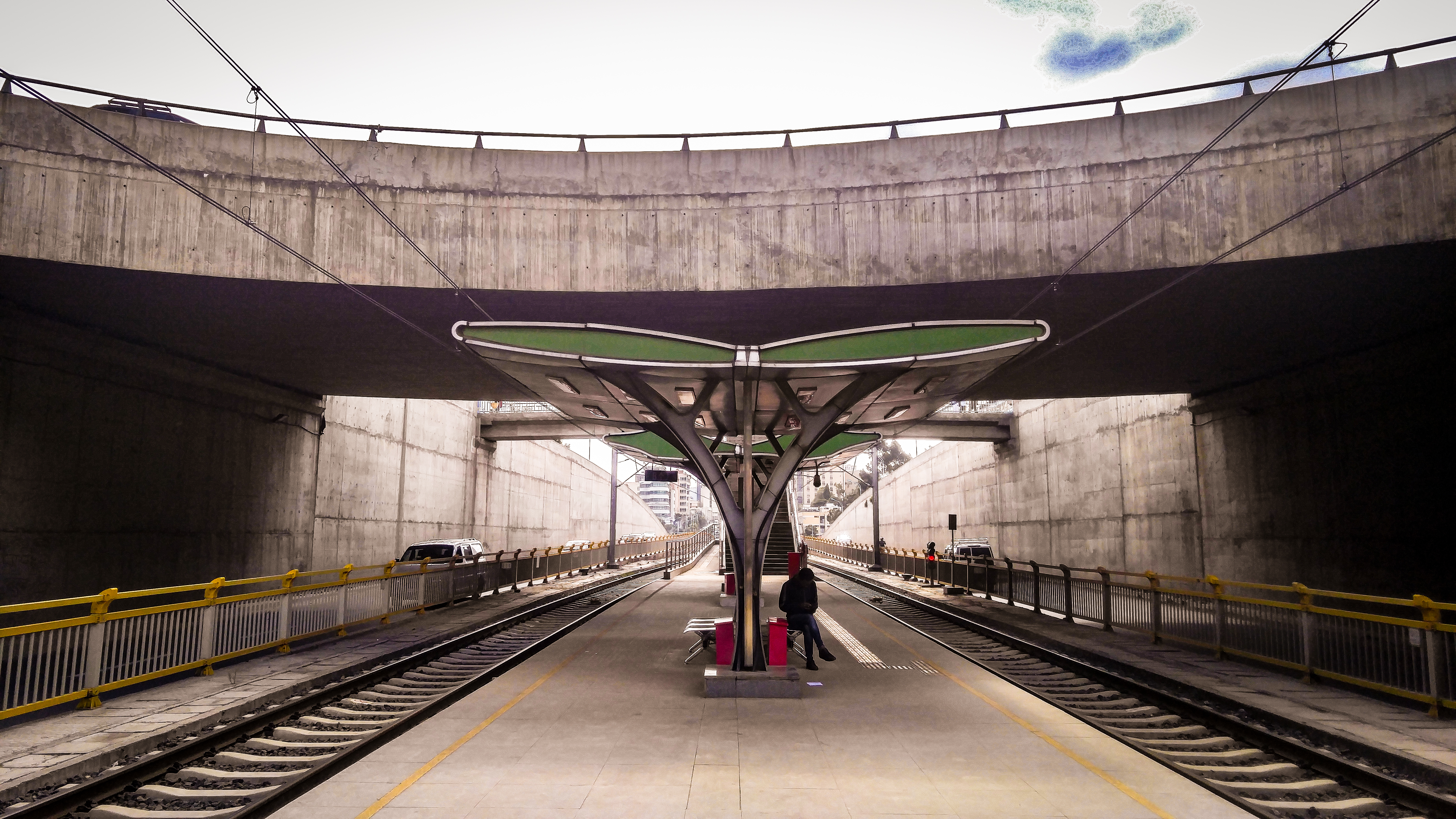
Stazione Urael